# Teatro Diurno
Il Teatro Diurno o Arena Goldoni si trovava a Firenze, in via della Fornace. 

## Storia e descrizione
Il nome si riferisce al fatto che il teatro era usato di giorno, essendo in parte all'aperto, mentre aveva il suo corrispettivo "notturno" nel teatro Goldoni, tuttora esistente.
Venne edificato a spese di Luigi Gargani. La prima rappresentazione risale alla primavera del 1818. Il teatro aveva una pianta semicircolare divisa in sette gradinate e con platea e poteva contenere circa 1500 spettatori. In cima alle gradinate correva un portico in stile dorico, sopra il quale si trovava una terrazza scoperta. 
Del teatro dovrebbe restrare solo l'ingresso monumentale in via delle Fornaci.